# Tour du télégraphe Chappe de Sainte-Foy-lès-Lyon
La tour du télégraphe Chappe de Sainte-Foy-lès-Lyon est une station de télégraphe optique située à Sainte-Foy-lès-Lyon. Construite en 1821, elle fait partie de la ligne télégraphique qui reliait Lyon à Toulon jusqu’à sa mise hors service en 1852.

## Histoire

### En activité
En 1821, le gouvernement de Louis XVIII choisit d’étendre les lignes télégraphiques qui s’arrêtent à Lyon vers Toulon, où se trouve un port militaire. Le 29 août, le maire de Sainte-Foy-lès-Lyon Rambaud Brosse signe une convention avec Abraham Chappe, administrateur des télégraphes, et Pierre Nesme, qui cède un terrain jouxtant la chapelle Sainte-Marguerite pour construite le télégraphe.
La station de Sainte-Foy-lès-Lyon se trouve entre la station lyonnaise de Saint-Just et celle d’Irigny, située sur l’église.
À partir de 1852, le télégraphe électrique remplace le télégraphe Chappe et la station n’a plus d’objet. En 1854, le matériel est vendu aux enchères et le terrain rétrocédé à ses propriétaires initiaux. La tour Chappe sert alors comme logement pour le gardien d’une propriété voisine avant d’être abandonnée.

### Restauration
Dans les années 1980, un projet de parking sur les hauteurs de Sainte-Foy-lès-Lyon est évoqué. L’Association pour la Restauration de la Tour du Télégraphe Chappe de Sainte-Foy-lès-Lyon est fondée à cette époque. Le 22 septembre 1987, le site est inscrit à l’inventaire supplémentaire des monuments historiques. Des travaux de restauration interviennent à partir de 1990.
En 1993-94, pour le bicentenaire de la première ligne télégraphique Chappe et du Conservatoire national des arts et métiers, le centre lyonnais du CNAM construit une réplique du mécanisme d’origine d’un télégraphe. Après plusieurs expositions, cette réplique est finalement installée sur la tour Chappe de Sainte-Foy-lès-Lyon.

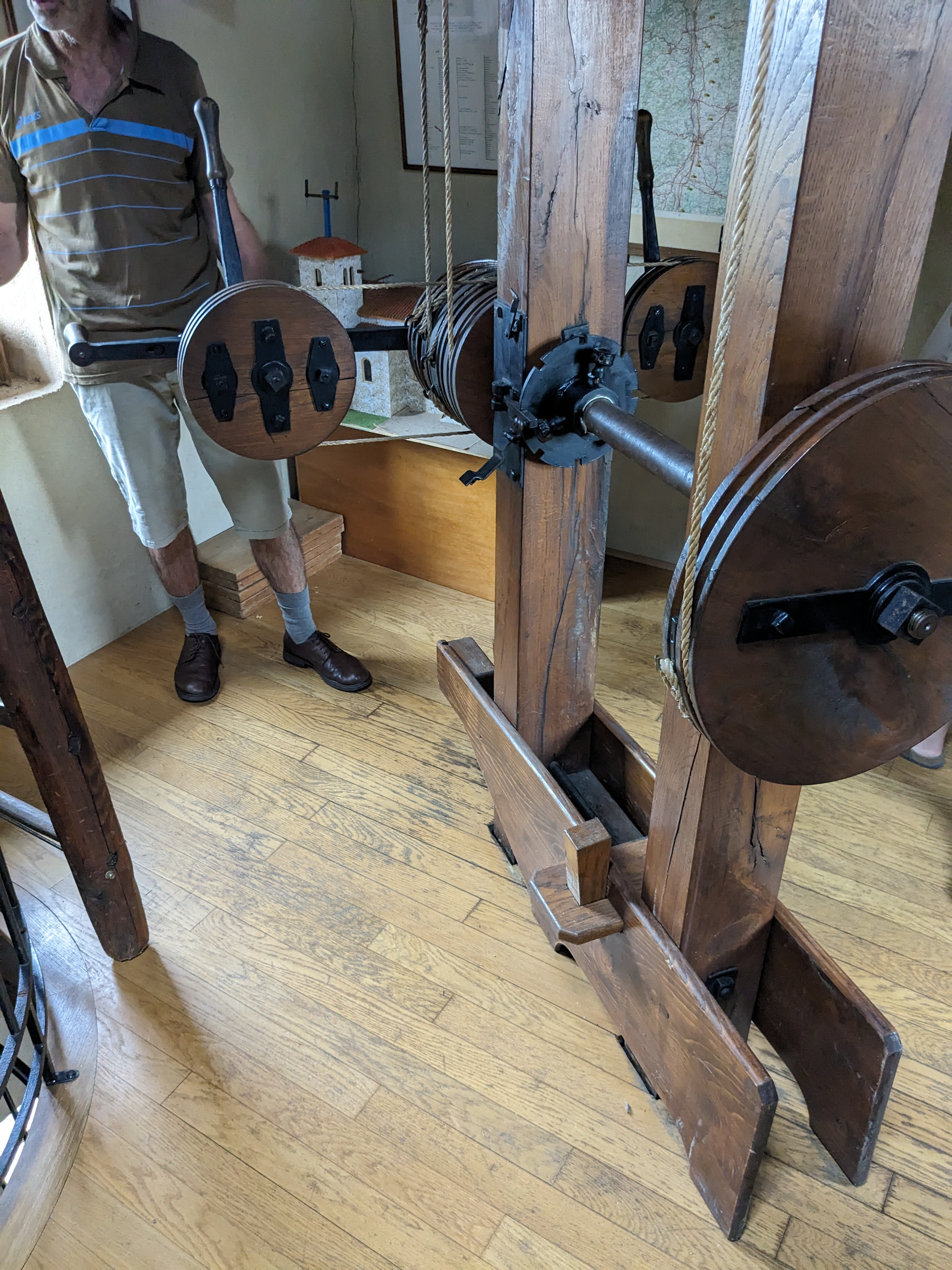
Mécanisme intérieur
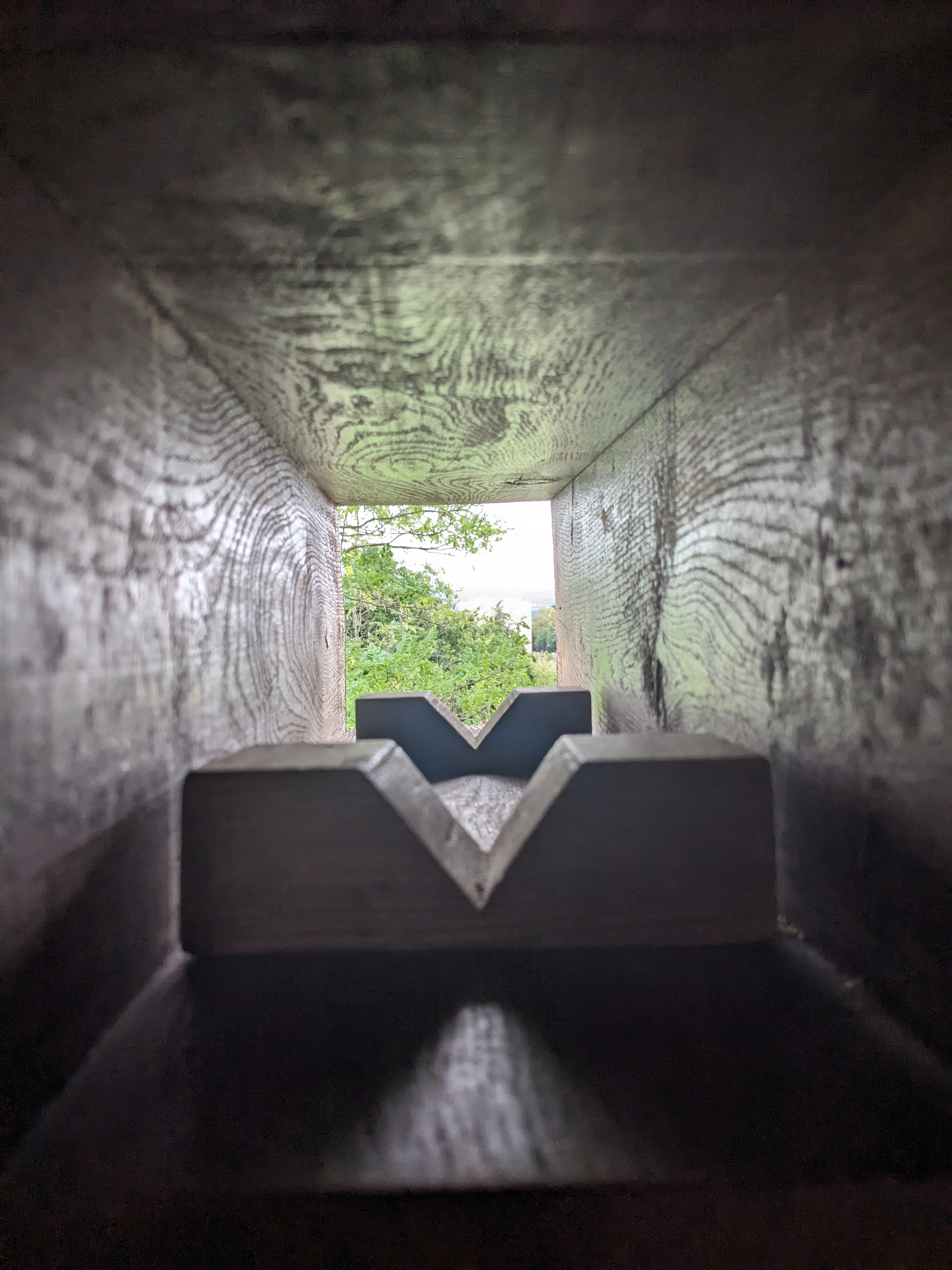
Visée sud

## Musée
L’association pour la conservation du musée de la tour du télégraphe Chappe de Sainte-Foy-lès-Lyon a aménagé le bâtiment, notamment pour installer un logement typique d’un stationnaire du XXe siècle au rez-de-chaussée. Ce petit musée se visite le premier dimanche de chaque mois pour 1,50 € (gratuit en dessous de 12 ans) ou sur réservation pour les groupes.